# Mordfall Li Yangjie

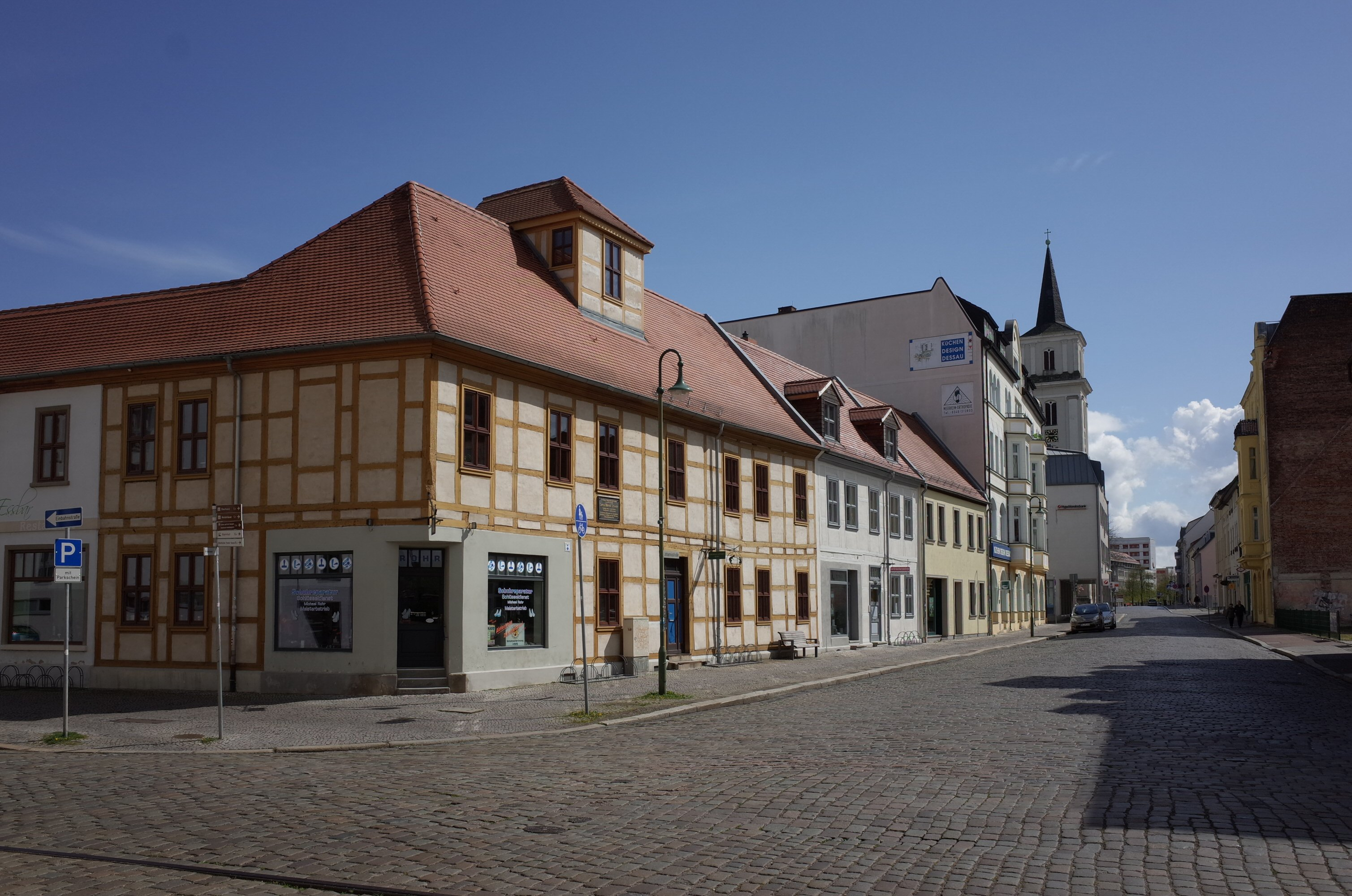
Blick auf den Anfang der Johannisstraße in Dessau-Roßlau (rechts im Bild die Häuser, in denen das Opfer und der Täter lebten)

Der Mordfall Li Yangjie (chinesisch 李洋潔 / 李洋洁, Pinyin Lǐ Yángjié; geboren am 9. September 1990 in Henan, China; vermisst seit dem 11. Mai 2016; tot aufgefunden am 13. Mai 2016 in Dessau-Roßlau) war ein Gewaltverbrechen in Sachsen-Anhalt. Der Sexualmord erlangte durch Verwandtschaftsverhältnisse des Tatverdächtigen zu zwei Beamten des ermittelnden Polizeiapparats – Mutter und Stiefvater des Beschuldigten arbeiteten beide bei der ermittelnden Polizei in Dessau-Roßlau – Aufmerksamkeit und war auch in China Gegenstand von Medienberichten. Er führte zu Anschuldigungen gegen Polizeiangehörige.

## Hintergrund
Die zum Zeitpunkt ihrer Ermordung 25-jährige Chinesin Li Yangjie studierte im fünften Semester Architektur an der Hochschule Anhalt in Dessau und stand laut Berichten der Presse kurz vor ihrem Masterabschluss. Sie hatte zuvor an der School of Civil Engineering der Henan University of Science and Technology in ihrer Heimat in der chinesischen Provinz Henan studiert. Sie war die Tochter eines chinesischen Polizisten.
Der inzwischen verurteilte Täter ist der Dessauer Sebastian F. (Jahrgang 1996), der einzige Sohn der Dessauer Polizistin Ramona S. Er wurde als Jugendlicher in der Kinderpsychiatrie Merseburg behandelt. Ausbildungen brach er ab; er bezog zum Tatzeitpunkt ALG II. Mit Xenia I. (Jahrgang 1997) hat er zwei Kinder, Xenia I. hat ein weiteres von einem anderen Mann. Xenia I. berichtete davon, dass Sebastian F. Lust empfinde, wenn er seinen Sexualpartnerinnen Schmerzen zufüge.

## Tathergang
Am Mittwoch, dem 11. Mai 2016, war Li zunächst einkaufen, ging anschließend nach Hause und verließ gegen 20:30 Uhr ihr WG-Haus in der Johannisstraße in der Innenstadt von Dessau-Roßlau, um joggen zu gehen.
In der Johannisstraße befand sich ein Antiquitätengeschäft, das videoüberwacht war. Auf den Aufnahmen ist zu sehen, wie Xenia I. die Studentin zu sich herwinkt, auf eine Wohnung im zweiten Stock deutet und sie bittet, ihr zu helfen. Zu sehen ist, wie sich Li Yangjie zweifelnd umblickt, dann jedoch mitgeht. Nach Erkenntnissen der Ermittler wartete hinter der Eingangstüre Sebastian F. und überwältigte sie. Er schleppte Li Yangjie demnach in den ersten Stock und vergewaltigte die junge Frau „auf jede erdenkliche Art“ (Süddeutsche Zeitung). Xenia I. befragte Li Yangjie mithilfe des Google-Übersetzers unter anderem danach, ob sie Geschlechtskrankheiten habe, ob sie alleine oder in einer Wohngemeinschaft wohne und ob Freunde die Polizei rufen würden.
Blutspritzer des Opfers wurden an den Wänden der leerstehenden Wohnung in drei Metern Höhe gefunden. Der Gerichtsmediziner sprach von einem „mehrstündigen, schmerzhaften Todeskampf“ des Opfers.
Xenia I. ging während der Tat in ihre darüberliegende Wohnung und brachte die Kinder ins Bett. Sebastian F. warf das schwer entstellte Opfer aus einem Fenster der Wohnung in eine Mülltonne hinter dem Haus. Nach der Tat telefonierte der Angeklagte bis zu seiner Festnahme 40 Mal mit seiner Mutter, der Polizeibeamtin Ramona S., und berichtete ihr von der Tat.

## Vermisstenmeldung, Ermittlungsverfahren und Vertuschungsverdacht gegen Polizisten im Laufe der Ermittlungen
Nachdem Li am 11. Mai 2016 nicht von ihrer um 20:30 Uhr begonnenen Joggingrunde zurückkehrte, wurde die Polizei benachrichtigt und eine Suche mit Polizeihubschraubern und Fährtenhunden begonnen.
Am 12. Mai 2016 wurde die Suchaktion ausgeweitet und um 13 Uhr auch offiziell von Freunden von Li eine Vermisstenanzeige bei der Polizei aufgegeben. Mittlerweile hatten viele Chinesen über Social-Media-Kanäle Nachrichten über die vermisste Studentin gepostet. Chinesen aus dem Ort wandten sich auch an die Chinesische Botschaft in Berlin, um für die vermisste Studentin Hilfe zu erbitten.
Am Freitag, dem 13. Mai 2016, konzentrierte sich die Polizei auf die Suche am Anhaltischen Theater und im Bereich Friedensplatz. Schließlich wurde eine nackte bzw. „spärlich bekleidet[e]“ weibliche Leiche unter einer Konifere im Bereich Hausmannstraße/Johannisstraße gefunden. Die Polizei konnte die Leiche aufgrund der starken Verletzungen am Kopf und im Gesicht aber zunächst noch nicht mit hinreichender Sicherheit als Li identifizieren, wobei der leitende Oberstaatsanwalt in öffentlichen Statements allerdings verlautbaren ließ, dass an der Identität eigentlich keine ernsthaften Zweifel beständen und eine Obduktion bereits für den 17. Mai angeordnet sei. Später fanden sich Spuren für ein Sexualdelikt, am Tatort wurden großflächig Blutspuren festgestellt. Da zunächst nicht klar war, dass die Leiche aus dem Fenster eines leerstehenden Hinterhauses geworfen worden war, wurde von der Polizei auf eine Durchsuchung der umliegenden Häuser verzichtet.
Ein Aufruf der Polizei am 14. Mai zur Suche nach Augenzeugen führte tags darauf zu einem ersten Hinweis.
Am 15. Mai 2016 wurde bekannt, dass von einem Tötungsdelikt ausgegangen wurde. Zur gleichen Zeit durchsuchten „Dutzende Bereitschaftspolizisten“ in fünf Trupps bereits den sogenannten „Scherbelberg“, eine in einer großen Halle der Abfallentsorgunganlage „Kochstedter Kreisstraße“ untergebrachte Mülldeponie, die für das Zwischenlagern von Hausmüll vor der Verbrennung genutzt wird. Gesucht wurden dabei vor allem das Handy, die Schlüssel und die Bekleidung von Li. Das Ergebnis der Suche wurde nicht öffentlich bekannt gemacht, aber einzelne Presseberichte weisen auf einen möglichen Kleidungsfund hin. Die Polizei veröffentlichte erneut einen Zeugenaufruf für die Zeit am Mittwoch, den 11. Mai 2016 zwischen 20:30 Uhr und 21:40 Uhr.
Am 16. Mai wurden die Ergebnisse der rechtsmedizinischen Untersuchung der Öffentlichkeit bekannt: Leichenschau und Obduktion hatten ergeben, dass der Leichnam als der Körper von Li Yangjie identifiziert und eine Spur von Fremd-DNA auf der Leiche gesichert werden konnte.
Am 17. Mai berichteten Lokalmedien, dass bei der am 15. Mai durchgeführten Durchsuchung des „Scherbelberges“ angeblich eine Jogginghose entdeckt wurde, die Li zugeordnet werden könne.
Laut Presseberichten lagen am Donnerstag, dem 19. Mai 2016, die ersten Ergebnisse der Untersuchung der Fremd-DNA vor, was am Freitag, dem 20. Mai 2016, von der Staatsanwaltschaft bestätigt wurde. Die Proben wurden zum Vergleich an das Bundeskriminalamt weitergegeben, dabei wurden keine Übereinstimmungen mit dort gespeicherten DNA-Daten gefunden. Aufgrund der DNA-Untersuchung konnten Verbindungen zu einer 2014 in Halle ermordeten Studentin ausgeschlossen werden. Auch zu einem Mordfall, bei dem in Leipzig eine zerstückelte Frauenleiche aufgefunden wurde, konnte eine Verbindung so verneint werden.
Am 20. Mai trafen die Eltern von Li in Begleitung von vier weiteren Angehörigen in Deutschland ein, wo sie von Rudolf Lückmann und seiner Frau, Yili Lu, empfangen wurden, welche neben einer Betreuung der Familie auch als deren Sprecher und Ansprechpartner tätig waren. Rudolf Lückmann lehrte zu diesem Zeitpunkt an der (Fach-)Hochschule Anhalt Architektur und war auch einer der Dozenten von Li Yangjie. Yili Lu betreute damals chinesische Masterstudenten als Koordinatorin der Hochschule Anhalt.
Am Samstag, dem 21. Mai, begannen Sebastian F. und Xenia I. den Umzug aus ihrer Wohnung, in der Teile der Tat stattfanden, in das Haus der Eltern von Sebastian F.
Am Montag, dem 23. Mai 2016, begaben sich der 20-jährige Sebastian F. und seine Verlobte, die ebenfalls 20-jährige Xenia I., zur Polizei, um dort auszusagen. Sebastian F. gab in Konjunktivformulierungen an, die bei der Getöteten gefundene DNA-Spur könne von ihm stammen, legte aber wohl zu diesem Zeitpunkt noch kein Geständnis ab. Die beiden gaben an, dass sie sich mit Li in der Nacht vor ihrem Verschwinden in der Wohnung des Paares, die nur wenige Meter entfernt von dem Ort liegt, wo Li Yangjie gefunden wurde, zum einvernehmlichen Sex getroffen hätten. Sie behaupteten, die Wohnung nach dem Treffen mit Li nicht verlassen zu haben. Allerdings widersprechen diese Aussagen den Aussagen von Zeugen, wonach Li zum Zeitpunkt des angeblichen Treffens mit dem Paar an anderer Stelle gesehen worden sei.
Während die beiden weiter jegliche Verwicklung in die Tat bestritten, erfolgte aufgrund der Ergebnisse der DNA-Analyse wegen des „dringenden Tatverdachts“ des „gemeinschaftlichen Mordes“ noch am 23. Mai die Unterbringung in Untersuchungshaft im „Roten Ochsen“ in Halle, Saale (heute JVA Halle I).
Sebastian F. ist der Sohn von Ramona S., einer Beamtin im Dienst der Polizeidirektion Sachsen-Anhalt Ost, und Stiefsohn von Jörg S., dem Leiter des Polizeireviers Dessau-Roßlau.  Ramona S. und ihr Ehemann Jörg S. gerieten im Folgenden in Verdacht, Beweismittel vernichtet zu haben. Der ermittelnde Oberstaatsanwalt Folker Bittmann erstattete nach der Festnahme von Sebastian F. und Xenia I. und Kenntnisnahme von den revierinternen Verwandtschaftsverhältnissen Anzeige gegen Unbekannt wegen Geheimnisverrates bezüglich der dem Polizeirevier Dessau-Roßlau anvertrauten Ermittlungsinformationen.
Die bei der Polizeidirektion Sachsen-Anhalt Ost tätige Mutter bot ihre offenbar freiwillige Mitarbeit in der Ermittlergruppe „Anhalt“ an. Sie wurde in die Ermittlungen eingebunden und übernahm Zeugenbefragungen.  Xenia I. sprach gegenüber der Mutter ihres Lebensgefährten von einem angeblichen Dreier-Sex-Treffen mit Li Yangjie, was die Beamtin nicht an die Ermittlungsgruppe weitergab.
Der Stiefvater Jörg S. ist Leiter des Polizeireviers (PRev) Dessau-Roßlau in der Wolfgangstraße 25 in Dessau-Roßlau. Jörg S. hatte ca. vier Jahre zuvor am Donnerstag, den 27. Oktober 2012 die Leitung des Polizeidezernats mit sinnbildlicher Übergabe eines Staffelstabes von seinem Vorgänger übernommen. Er begann 1984 im Volkspolizeikreisamt Naumburg seine Tätigkeit bei der Polizei, leitete später Polizeireviere in Halle-Silberhöhe und Weißenfels, wurde im Stab der Polizeidirektion Halle eingesetzt und war vor seinem Einsatz im PRev Dessau-Roßlau „Dezernatsleiter Einsatz“ in der Polizeidirektion Ost in der Kühnauer Str. 161 in Dessau-Roßlau. Laut Polizeigewerkschaft sollen beide zeitweise Zugriff auf die Ermittlungsergebnisse des Falles gehabt haben.
Zugleich halfen Mutter und Stiefvater beim Räumen der Wohnung des Paares am Samstag, dem 21. Mai 2016. Sie bestritten, die Wohnung selbst betreten zu haben. Eine Zeugin, selbst Polizistin, sagte hingegen aus, gesehen zu haben, wie „Mutter und Stiefvater einen Tag nach der Entdeckung der Leiche der Studentin mehrere Tüten aus der Wohnung ihres Sohnes und seiner Verlobten“ getragen hätten.

Am Dienstag, dem 24. Mai 2016, gab der die Ermittlungen leitende Oberstaatsanwalt Bittmann bei einer Pressekonferenz offiziell die Festnahme der beiden Tatverdächtigen bekannt, verbreitete dabei aber auch – wohl unkritisch – öffentlichkeitswirksam zunächst die Falschdarstellung der beiden Verdächtigen, sie hätten sich zu freiwilligem, einvernehmlichen Sex mit Li verabredet, bevor er auf die Zweifel an dieser Version zu sprechen kam. Der MDR zitierte Bittmanns streitige Aussagen teilweise:
„Frage: Ich würde gern doch noch mal deutlich nachfragen, weil Sie Sexualdelikt gesagt haben. Sie haben sich getroffen, freiwillig, um Verkehr zu haben?
Das ist die Aussage des Tatverdächtigen.
Frage: Sozusagen zu dritt?

Ja.“
Zur Familie von Sebastian F. bzw. der Tätigkeit seiner Eltern als Polizeibeamte machte Bittman laut Tagesspiegel keine Angaben.

Diese Vorgehensweise der Staatsanwaltschaft, also die Einbindung der Angaben der Verdächtigen an sich oder Priorisierung vor der Vorstellung der objektiveren Ermittlungsergebnissen, erfuhr scharfe Kritik, da diese Version des Sachverhaltes in für das Opfer und ihre Familie aus ihrer Sicht zusätzlich belaste und in ehrrühriger Weise Eingang in die Medienberichterstattung fand. So zitiert die Mitteldeutsche Zeitung (MZ) dazu den Sprecher der Familie des Opfers Rudolf Lückmann: 
„Die Vorverurteilung als Teil eines solchen Treffens von Yangjie tötet die Tochter ein zweites Mal im Herzen der Eltern [...] Das ermordete Mädchen und ihre Familie sind gesellschaftlich in hohem Maße beschädigt. Sie [– die Eltern –] müssen zurück - aber wie? Der Ehre beraubt, mit der Asche ihres auf brutalste Weise ermordeten Kindes in der Hand. Und nun irgendwie weiterleben? [...] Da haben die zuerst das Wort, die es doch noch lange genug haben. Sie dürfen ihre Version oder auch Lügen bis zum letzten Tag vortragen, bis ihnen das Gegenteil bewiesen ist.“ 
Auch bei der Polizeidirektion in Dessau, sei diese Vorgehensweise „entsetzt“ aufgenommen worden. Weiter kritisierte Lückmann an anderer Stelle, dass offensichtlich falsche Angaben verbreitet wurden: „Es gibt völliges Unverständnis darüber, dass die Staatsanwaltschaft die offensichtliche Ausrede des Beschuldigten veröffentlicht und von einvernehmlichem Geschlechtsverkehr vor der Tat spricht.“ Ebenso wurde die Mutter von Yangji Li über Lückmann in der Mitteldeutschen Zeitung wie folgt zitiert: Sie „verstehe nicht, dass sich ein Mann in einer so hohen Position so äußern kann. Er vertritt das Gesetz und verhält sich unprofessionell. Ich weiß nicht, ob er einen Narren aus Dessau, Deutschland und der ganzen Welt machen will“.
Li Yangjies Eltern stellten, wie am Mittwoch, den 26. Mai 2016 bekannt wurde, eine Dienstaufsichtsbeschwerde gegen den Oberstaatsanwalt Bittmann, der auch angeblich erklärt hatte, „nicht den leisesten Hauch eines Anfangsverdachts“ zu haben, dass der Stiefvater und die Mutter des Haupttatverdächtigen Ermittlungen behindert hätten. Das Justizministerium Sachsen-Anhalts sah jedoch keinen Grund, eine andere Staatsanwaltschaft als die Dessauer einzuschalten.
Am 26. Mai 2016 entzog das Innenministerium Sachsen-Anhalts dem öffentlich in einer Pressekonferenz widersprechend der Dessauer Polizei die Ermittlungen und übertrug sie auf die Polizei in Halle (Saale), Polizeidirektion Sachsen-Anhalt Süd. Zuvor oder zeitgleich verbreitet die Mitteldeutsche Zeitung die Nachricht, dass die Ermittlungen des Oberstaatsanwaltes Bittmann sich nicht – wie zuvor vermutet – gegen die Eltern von Sebastian F. gerichtet hätten, sondern gegen Mitarbeiter der MZ und Polizeibeamte, welche die Redaktion über den Stand der Ermittlungen informiert hatten. Der damalige Chef der Polizeigewerkschaft Bund Deutscher Kriminalbeamter (BDK) in Sachsen-Anhalt, Hanno Schulz, sagte dazu wohl: „Mit dieser Anzeige werden alle Polizisten in der Polizeidirektion als Verräter hingestellt [...] Das erschwert die tägliche Arbeit und frustriert gerade die Kollegen, die an diesem schwierigen Fall arbeiten. Der Druck ist ohnehin schon sehr hoch.“
Einhergehend mit diesen Vorwürfen wurde auch bekannt, dass das jüngste Kind von Sebastian F. und Xenia I. im Oktober 2015 kollabierte und verstarb. Weil die plötzliche Todesursache des Kindes, welches in das Klinikum Dessau verbracht worden war, nicht vom dortigen Arzt geklärt worden konnte, wurde auch hier von der Polizei ermittelt. Eine spätere Obduktion ergab aber eine natürliche Todesursache, weshalb ein Polizeisprecher angab, dass es keine Veranlassung für weitere Ermittlungen gäbe.
Am 5. Juni 2016 gelangte an die Öffentlichkeit, dass gegen den Beschuldigten bisher bereits 40 andere Strafverfahren anhängig gewesen waren, die aber nicht zu Verurteilungen führten, unter anderem wegen Brandstiftung, Beleidigung, Sachbeschädigung und Körperverletzung. Die Mutter des Beschuldigten soll sich dabei auch schon früher in Ermittlungen eingemischt haben, etwa bei dem Vorwurf der Brandstiftung.
Am Montag, dem 6. Juni 2016, wurde bekannt, dass dem Jörg S. am gleichen Tag durch den damaligen Innenminister Sachsen-Anhalts, Holger Stahlknecht (CDU), ein sofortiges Verbot der Führung der Dienstgeschäfte („Zwangsbeurlaubung“) gem. § 39 Beamtenstatusgesetz (keine Suspendierung) für seine Tätigkeit als Polizeibeamter zugestellt worden war und sowohl eine Versetzung als auch ein Disziplinarverfahren geprüft wurden – ein ähnliches Vorgehen ggü. Ramona S. unterblieb zunächst aber. Anlass dafür war, dass Jörg und Ramona S. am 3. bzw. 4. Juni 2016 – obwohl sie offiziell krankgeschrieben waren – die Eröffnung einer eigenen Gartenkneipe für den (grundsätzlich erlaubten) Nebenerwerb mit einer Einweihungsparty gefeiert hatten – nur einen Tag nach der Trauerfeier für Li Yangji und vor der Abreise der Eltern mit der Asche ihrer Tochter zurück nach China. Am Fenster der Kneipe stellten die beiden laut dem MDR ein Schild mit dem Schriftzug „für Presse Zutritt verboten“ auf.
Zeitgleich wurde bekannt, dass die Staatsanwaltschaft Magdeburg gegen Jörg und Ramona S. „Prüfvorgänge“ eingeleitet hatte.
Am 8. Juni 2016 erklärte Oberstaatsanwalt Klaus Tewes, dass der Anfangsverdacht einer Strafvereitelung im Amt (§ 258a StGB) gegen Jörg und Ramona S. geprüft werde, dass es zum damaligen Zeitpunkt aber „keine tatsächlichen Anhaltspunkte“ für die Erfüllung dieses Tatbestands gebe. Eine Strafbarkeit wegen falscher uneidlicher Aussage (§ 153 StGB) und (nichtamtlicher) Strafvereitelung (§ 258 StGB) kämen nicht in Betracht, weil diese, wenn sie zugunsten eines Angehörigen im Sinne des Strafgesetzbuches (§ 11 Abs. 1 Nr. 1 StGB) begangen werden, straffrei sei. Zutreffend ist dies gemäß dem Gesetzeswortlaut nur bezüglich der (nichtamtlichen) Strafvereitelung nach § 258 Abs. 6 StGB („Angehörigenprivileg“). Bei einer falschen uneidlichen Aussage hingegen können die Gerichte bei Begehung zugunsten eines Angehörigen nur von Strafe absehen oder diese mildern (sog. „Aussagenotstand“) gem. § 157 Abs. 1 StGB. Die Einleitung eines Ermittlungsverfahrens durch die Staatsanwaltschaft ist bei Vorliegen von tatsächlichen Anhaltspunkten also grds. geboten und nicht optional wegen der sog. Offizialmaxime in § 152 StPO. Eine Strafverfolgung kann aber wegen der Berichtigungsmöglichkeit in § 158 StGB teilweise nicht sinnvoll erscheinen. Die Privilegierung bzw. Straffreiheit bei (unamtlicher) Strafvereitelung zugunsten Angehöriger aus § 258 Abs. 6 StGB gilt allerdings nicht für die Strafvereitelung im Amt nach § 258a StGB, weil dort in Absatz 3 festgehalten ist, dass die Absätze 3 bis 6 des § 258 StGB nicht anzuwenden sind. Tewes verwies darauf, dass aus seiner Sicht aber keine tatsächlichen Anhaltspunkte für eine Strafvereitelung (im Amt) vorlägen.
Jörg S. sollte daraufhin aus Anordnung des Innenministers Stahlknecht zunächst an die Fachhochschule Polizei Sachsen-Anhalt mit Sitz in Aschersleben versetzt werden, konnte dies aber durch Klage beim Verwaltungsgericht Halle verhindern. Der Vizepräsident des Gerichts nannte die Versetzungsverfügung ermessensfehlerhaft, weil es andere – weniger eingriffsintensive – Möglichkeiten der Maßregelung gegeben hätte, wie z. B. die Versetzung (dauerhaft) zur Polizeidirektion Sachsen-Anhalt Ost oder eine befristete Abordnung (vorübergehend) an eine andere Stelle. Stahlknecht ließ als Innenminister von Sachsen-Anhalt mithin verlautbaren, dass gegen die Entscheidung keine Rechtsmittel eingelegt werden würden, aber eine erneute Entscheidungsfindung bezüglich der weiteren Beschäftigung von Jörg S. angesetzt und das Ergebnis in derselben Woche zu erwarten sei.
Die Generalstaatsanwaltschaft Naumburg kam im September 2016 zu dem Schluss, dass Jörg und Ramona S. keinen Einfluss auf die Ermittlungen gegen ihren Sohn genommen hätten. Der naumburgische Generalstaatsanwalt Jürgen Konrad sah nach eigenen Angaben keinerlei Anhaltspunkte für eine Einflussnahme der beiden auf die Ermittlungen. Zeitgleich wurden laut Konrad um den 16. September 2016 damit auch die Ermittlungen zum Fall insgesamt abgeschlossen.
Sebastian F. saß in der Jugendanstalt Raßnitz ein. Im September 2016 wurde er von einem Mithäftling im Gemeinschaftsbereich der Anstalt geschlagen. Eine Justizmitarbeiterin beschimpfte er während seiner Haft heftig vulgär.

## Zwischen- und Hauptverfahren
Um den 22. September 2016 erhob die Staatsanwaltschaft Anklage gegen Sebastian F. und Xenia I. wegen des Vorwurfs des gemeinschaftlich begangenen Mordes aus Verdeckungsabsicht und der Vergewaltigung. Sebastian F. wurde darüber hinaus wegen zwei weiteren Vergewaltigungsfällen angeklagt, die im Rahmen der Ermittlungen bekannt wurden.
Die Anklage wurde zugelassen und am 25. November 2016 das Hauptverfahren gegen Sebastian F. und Xenia I. vor dem Landgericht Dessau-Roßlau eröffnet. Die Eltern des Opfers traten, durch den Berliner Rechtsanwalt Sven Peitzner vertreten, als Nebenkläger auf. Weil eine Schöffin nicht vereidigt worden war, musste der Prozess am dritten Verhandlungstag von Neuem begonnen werden.
Sebastian F. bestritt, etwas mit der Tat zu tun zu haben. Mitte März 2017 wurden die Obduktionsergebnisse in der Verhandlung erörtert.
Der Stiefvater des Angeklagten, der Polizist Jörg S., verlas vor Gericht eine Erklärung, in der er zutiefst die Tat von Sebastian F. bedauerte, sich jedoch auch über das beschwerte, was mit ihm geschehe. Er werde von der Presse „verfolgt“ und zweifle am Rechtsstaat. Die Mutter des Angeklagten Ramona S. ließ sich als vernehmungsunfähig krankschreiben. Daraufhin vernahm das Gericht sowohl die Kriminalbeamtin wie auch die Amtsärztin, die der Mutter die Vernehmungsunfähigkeit bescheinigt hatten.
Am 4. August 2017 wurde Sebastian F. wegen Vergewaltigung und Mord vom Landgericht Dessau-Roßlau nach Erwachsenenstrafrecht zu lebenslanger Freiheitsstrafe verurteilt und die besondere Schwere der Schuld festgestellt. Gemäß §§ 38 Abs. 2 , § 57a Abs. 1 Nr. 2 StGB ist damit eine Aussetzung der Strafe zur Bewährung nach Ablauf einer Haftzeit von 15 Jahren ausgeschlossen. Xenia I. erhielt wegen sexueller Nötigung eine Jugendstrafe von fünf Jahren und sechs Monaten. Zudem müssen beide Schmerzensgeld in Höhe von insgesamt 60.000 Euro zahlen.  Der Bundesgerichtshof verwarf am 3. September 2018 die Revision hinsichtlich des Urteils gegen Sebastian F., das damit formell rechtskräftig wurde. Auch die Revision gegen das Urteil gegen Xenia I. wurde vom Bundesgerichtshof am 6. September 2018 verworfen, das Urteil ist daher ebenfalls rechtskräftig.

## Reaktionen in Deutschland

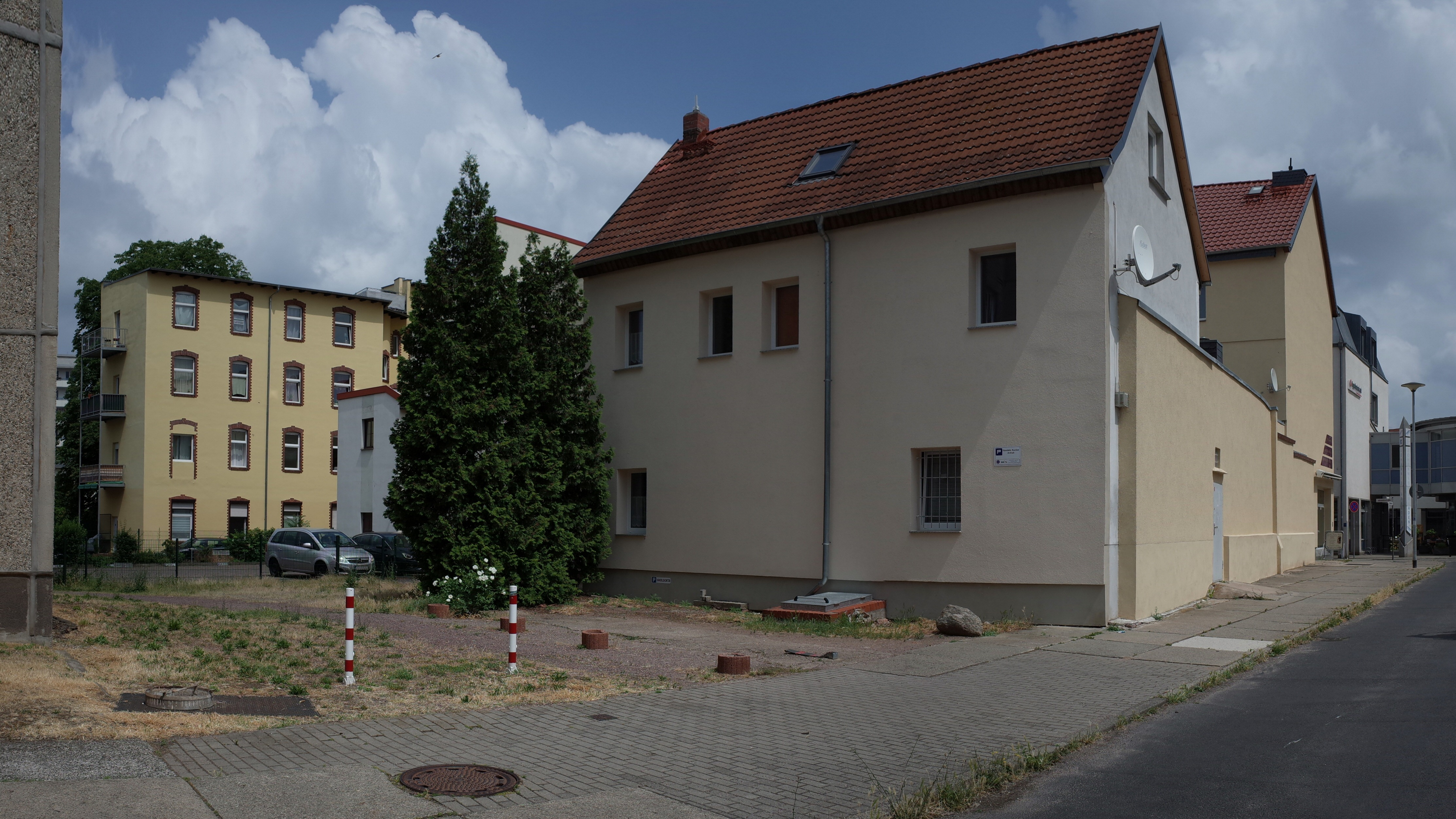
Ein Strauch weißer Rosen erinnert an Li Yangjie in der Hausmannstraße.

Nach dem Leichenfund am 13. Mai 2016, aber noch vor der Obduktion und Identifikation des Opfers, wurde bereits vermutet, dass Li Yangjie die ermordete Person sein könnte. Professor Rudolf Lückmann äußerte sich zu diesem Zeitpunkt bereits besorgt: „Sie war eine Musterstudentin, sehr strebsam. Ich wäre geschockt, wenn sie es wirklich wäre.“
Nach Identifikation des Leichnams und Ankunft von Lis Eltern in Deutschland legte die Mutter am Vormittag von Samstag, den 21. Mai, am Fundort der Leiche ein weißes Kleid ab, um mit der darauf folgenden (zivilen) Repatriierung desselben symbolisch nach nordchinesischer Tradition auch die Heimkehr der Seele ihrer Tochter zu ermöglichen.
Am Abend des Mittwoch, den 18. Mai 2016 versammelten sich etwa 150 Menschen, darunter viele Studenten, und unternahmen einen Gedenklauf vom Stadtpark bis zum Gelände der Hochschule Anhalt in Dessau, der der ermordeten Li gewidmet war („Jogging in Memorial of Yangjie Li“).

Am Donnerstag, den 19. Mai 2016, versammelten sich 600 Menschen bei der von der Hochschule Anhalt organisierten „Trauerstunde“ am Seminarplatz in Dessau, wobei viele der ca. 800 chinesischen Studierenden daran teilnahmen. Unter den Teilnehmern waren auch Vertreter der chinesischen Botschaft. Der zeitweilige Präsident der Hochschule Anhalt, Dieter Orzessek, hielt ein Rede, bei der er zum Zusammenhalt aufrief:
„Wir stehen nicht nur fest zueinander, wenn es Erfolge gibt, sondern auch, wenn wir eine schreckliche Situation überwinden müssen.“
Anlässlich dieser Veranstaltung äußerte sich auch der damalige Oberbürgermeister von Dessau-Roßlau, Peter Kuras (FDP), und wandte sich insbesondere an die chinesischen Studierenden:
„Bitte ziehen sie sich nicht zurück, nehmen sie weiter und noch mehr am Leben der Stadt teil[!]“
Chinesische Studentinnen und Studenten legten Blumen am Fundort der Leiche in Dessau ab.
Bürger spendeten Li Yangjies Familie Ende Mai 2016 einen Betrag in Höhe von 4000 Euro. Laut Presseberichten wuchs der Betrag bis zum August 2016 auf 27.000 € an.
Die Eltern schalteten Anfang Juni 2016 einen Rechtsanwalt ein; sie drückten zugleich ihr Vertrauen aus, dass der Fall aufgeklärt werde.
Im Vorgarten des Gartenlokals „Freundschaft“ stellten Freunde im Juni 2016 Kerzen, Blumen und Fotos der Ermordeten auf.

Der damalige Innenminister Sachsen-Anhalts und ehemalige Staatsanwalt, Holger Stahlknecht (CDU), äußerte sich gegenüber der Welt am Sonntag zum Fall:
Zwei Tatverdächtige konnten bereits elf Tage nach dem Mord in Untersuchungshaft genommen werden. Das ist ein Riesenerfolg. [...] [Doch es sind] Vorgänge bekannt geworden, die wir dringend aufklären wollen, damit das Vertrauen in den Rechtsstaat nicht erschüttert wird.

## Reaktionen von chinesischer Seite und dem Ausland
Die chinesische staatliche Nachrichtenagentur Xinhua berichtete über das Verfahren und veröffentlichte auch englischsprachige Kommentare zum Geschehen, in denen dem deutschen Justizministerium empfohlen wurde, seine verfahrensrechtlichen Vorgehensweisen und professionellen ethischen Codes mit Hinsicht auf die legitimen Rechte und Interessen des Opfers zu prüfen, um die Sicherheit der im Land befindlichen chinesischen Staatsbürger zu schützen.

Am 25. Mai 2016 berichtete der ARD-Korrespondent für Shanghai, Sebastian Hesse, auf MDR.de über mehrere offizielle und inoffizielle Reaktionen von chinesischer Seite:
„Deutschland scheint unserer Ansicht nach ein sicheres Land zu sein. Ausländische Studenten können nicht so leicht unter die Räder kommen. [...] Westliche Medien beschreiben chinesische Studenten oft als Neureiche, die schnelle Autos und große Häuser besitzen. Das erweckt bei Deutschen den Eindruck, chinesische Studenten hätten eine Menge Geld, was für die gefährlich werden kann. Experten raten chinesischen Studenten, ihre Besitztümer nicht zu zeigen und nie größere Geldsumme bei sich zu tragen.“
- Staatliche Nachrichtenagentur Xinhua
„Chinesische Staatsbürger sollten nachts keinen Sport im Freien treiben, besonders Frauen nicht. Tragen Sie leuchtende Kleidung und keine Kopfhörer! Halten Sie sich von Hunden, Betrunkenen und aggressiven Menschenmengen fern!“
- Reisewarnung auf Webseite der chinesischen Botschaft in Berlin nach der Tat
„Die Hochschule Anhalt liegt in Ostdeutschland. Dort sind die Menschen Ausländern gegenüber traditionell feindselig eingestellt. Vor zwölf Jahre wurde bereits ein chinesischer Student von einer Jugendbande angegriffen. Auch der Mord an Li Yangjie könnte rassistisch motiviert sein!“

- In Deutschland lebender chinesischer Geschäftsmann auf WeChat
An anderer Stelle wird auf das chinesische Schlagwort „Guan er’dai“ (官二代, en. „sons and daughters of government officials“ oder „official offspring“; sonst auch: Fu er’dai (富二代), en. „progeny of prosperity“) verwiesen, das für die Perspektive der chinesischen Öffentlichkeit – laut Kommentaren zu den Meldungen im Internet – für die Betrachtung des Falles von Bedeutung wäre:
Die staatliche Zeitung „Global Times“ will wissen, dass einer der beiden 20-jährigen Verdächtigen der Sohn der örtlichen Polizeichefin sei.
Damit überträgt sie ein in China häufiges Muster auf Deutschland: Dort rufen Kriminalfälle, in die Kinder hoher Beamter verwickelt sind, besondere Aufregung hervor. Den Eltern ist es früher oft gelungen, eine Strafverfolgung zu verhindern, weil die Kommunistische Partei in China die Kontrolle über Polizei und Justiz hat.
Viele Internetnutzer springen auf diese Sichtweise an. „In China würde den Verdächtigen nichts passieren, wenn sie mit der Polizeileitung verwandt sind“, schreibt Blogger „Gongzhongrenwu Weiguancha“.
Andere verwenden das Schlagwort „Guan Er Dai“, sinngemäß „die Kinder der Bonzen“, hier etwas überraschend im Zusammenhang mit Deutschland.

Viele, die mit den ursprünglichen Nachrichten nicht vertraut sind, sondern nur nach Art der Stillen Post die Überschriften in den sozialen Netzwerken gesehen haben, zeigen sich erstaunt: Sie hätten nicht erwartet, dass es das Phänomen der „Guan Er Dai“ auch bei der deutschen Polizei gibt.
In den sozialen Medien wurde die zeitweise unterhaltene These der Ermittler, dass sich das Opfer freiwillig mit den Tätern getroffen habe, nach Angaben der deutschen Presse scharf kritisiert:
Einige Kommentatoren im Internet unterstellen der deutschen Polizei, mit allen Mitteln eine Aufklärung anzustreben – und dabei eine Teilschuld dem Opfer anzulasten. „Li Yangjie soll tot sein, weil sie freiwillig einen flotten Dreier hatte? Hat die Polizei Wasser im Kopf?“ Die Behörden seien doch überall gleich, schreibt unterdessen Blogger Zutan Yangzi’e.
Ein anderer Internetnutzer drückt sich noch drastischer aus. „Yangjie soll sich freiwillig mit ihrem Mörder getroffen haben. Sind die Juden auch freiwillig ins Konzentrationslager gegangen?“
Unter Hashtags wie #DeutschlandNachrichten auf der [chinesischen] Blog-Plattform Weibo ist der Mord in Dessau inzwischen wieder das dominante Thema. Ein Auslandsstudent vor Ort schreibt unter der Überschrift „Verdammtes Deutschland“: „Ich gehe nach dem Studium schnell wieder hier weg und würde das auch jedem anderen empfehlen.“ Die Version vom freiwilligen Sex sei doch „barer Unsinn“, die Polizei versuche bloß, die Verantwortung von sich zu weisen. Fakt sei doch, das Mädchen sei tot.
Viele andere Deutschlandbeobachter in China haben die Nachrichten aus Sachsen-Anhalt jedoch genauer gelesen. Sie loben mittlerweile den schnellen Fahndungserfolg der deutschen Polizei und hoffen auf eine exakte und umfassende Aufklärung des Falls in den kommenden Tagen.

## Rezeption
2018 wurde auf ZDF doku der Dokumentarfilm Tatort Dessau – Der Fall Yangjie Li gezeigt, der 2019 wiederholt wurde. Im April 2019 wurden in der Folge Der Mordfall Yangjie Li der MDR-Fernsehsendung Die Spur der Täter erstmals Ausschnitte aus einem Überwachungsvideo gezeigt. Diese Sendung wurde im Juni 2019 im rbb fernsehen wiederholt.
Einige Umstände des Falles wurden im Tatort: Die Kalten und die Toten (14. November 2021) verarbeitet.
Der Fall wurde im Podcast Am Abgrund – Ein Leben vor Gericht der Süddeutschen Zeitung von der Gerichtsreporterin Annette Ramelsberger portraitiert.

## Weitere Vorfälle bei der Polizei in Dessau
Bei der Polizei in Dessau-Roßlau ist es wiederholt zu erheblichen Vorfällen auch in Verbindung mit Todesfällen gekommen. Ein Übersicht findet sich im Artikel Vorfälle bei der Polizei in Dessau-Roßlau nach 1990.